# آرثر شميدت (محرر أفلام)
آرثر شميدت (بالإنجليزية: Arthur Schmidt)‏ (ولد سنة 1937 في لوس أنجلوس، كاليفورنيا - توفي في 5 أغسطس 2023) هو محرر أفلامٍ أمريكيّ عمل على حوالي 27 فيلمًا بين سنة 1977 وسنة 2005. كان لشميدت تعاونٌ مطوّلٌ مع المخرج روبرت زيميكس بدأ مع فيلم (1985) حتى فيلم منبوذ (فيلم) (2000).

## وصلات خارجية
- آرثر شميدت على موقع IMDb (الإنجليزية)
- آرثر شميدت على موقع ألو سيني (الفرنسية)
- آرثر شميدت على موقع أول موفي (الإنجليزية)
- آرثر شميدت على موقع قاعدة بيانات الأفلام السويدية (السويدية)
- آرثر شميدت على موقع قاعدة بيانات الفيلم (الإنجليزية)
- آرثر شميدت على موقع كينوبويسك (الروسية)